# Nathalie Dechy
Nathalie Dechy (Les Abymes, Guadalupe, 21 de febrer de 1979) és una extennista professional francesa que va destacar en les proves de dobles femenins.
En el seu palmarès destaquen tres títols de Grand Slam, dos en dobles femenins i un en dobles mixts. Va guanyar dos US Open (2006, 2007) consecutius junt a Vera Zvonariova i Dinara Safina, i un Roland Garros (2007) al costat d'Andy Ram. Va guanyar un títol individual i un total de set de dobles femenins, que li van permetre arribar a l'11è i al 8è lloc dels rànquings respectius de la WTA. També va formar part de l'equip francès de la Copa Federació i va guanyar l'edició de 2003.

## Biografia
Filla de Françoise i Michel Dechy, professora d'educació física canadenca i professor de matemàtiques francès respectivament. Té una germana petita, Isabelle, i un germà gran, Nicolas. Gràcies a l'origen dels seu pares, té la doble nacionalitat francesa i canadenca.
Es va casar amb Antoine Maitre-Devallon l'any 2004, i van tenir un fill l'any 2010.

## Torneigs de Grand Slam

### Dobles femenins: 2 (2−0)
| Resultat   | Núm. | Any  | Torneig     | Parella         | Oponents                         | Marcador    |
| ---------- | ---- | ---- | ----------- | --------------- | -------------------------------- | ----------- |
| Guanyadora | 1.   | 2006 | US Open     | Vera Zvonariova | Dinara Safina Katarina Srebotnik | 7−6(5), 7−5 |
| Guanyadora | 2.   | 2007 | US Open (2) | Dinara Safina   | Chan Yung-jan Chuang Chia-jung   | 6−4, 6−2    |

### Dobles mixts: 2 (1−1)
| Resultat   | Núm. | Any  | Torneig          | Parella  | Oponents                            | Marcador |
| ---------- | ---- | ---- | ---------------- | -------- | ----------------------------------- | -------- |
| Guanyadora | 1.   | 2007 | Roland Garros    | Andy Ram | Katarina Srebotnik · Nenad Zimonjić | 7–5, 6–3 |
| Finalista  | 1.   | 2009 | Open d'Austràlia | Andy Ram | Sania Mirza Mahesh Bhupathi         | 3−6, 1−6 |

## Palmarès

### Individual: 5 (1−4)
| Llegenda                     |
| ---------------------------- |
| Grand Slam (0−0)             |
| WTA Tour Championships (0−0) |
| Tier I (0−0)                 |
| Tier II (0−1)                |
| Tier III (1−2)               |
| Tier IV (0−1)                |
| Tier V (0−0)                 |

| Títols per superfície |
| --------------------- |
| Dura (1−3)            |
| Gespa (0−0)           |
| Terra batuda (0−1)    |

| Resultat   | Núm. | Data                 | Torneig                     | Superfície   | Oponents                | Marcador      |
| ---------- | ---- | -------------------- | --------------------------- | ------------ | ----------------------- | ------------- |
| Finalista  | 1.   | 21 de febrer de 2000 | Oklahoma City, Estats Units | Dura (i)     | Monica Seles            | 1−6, 6−7(3)   |
| Finalista  | 2.   | 10 d'abril de 2000   | Estoril, Portugal           | Terra batuda | Anke Huber              | 2−6, 6−1, 5−7 |
| Guanyadora | 1.   | 5 de gener de 2003   | Gold Coast, Austràlia       | Dura         | Marie-Gayanay Mikaelian | 6−3, 3−6, 6−3 |
| Finalista  | 3.   | 28 d'agost de 2004   | New Haven, Estats Units     | Dura         | Elena Bovina            | 2−6, 6−2, 5−7 |
| Finalista  | 4.   | 17 d'agost de 2008   | Cincinnati, Estats Units    | Dura         | Nadia Petrova           | 2−6, 1−6      |

### Dobles femenins: 14 (7−7)
| Abans de 2009                | Després de 2009         |
| ---------------------------- | ----------------------- |
| Grand Slam (2−0)             |                         |
| WTA Tour Championships (0−0) |                         |
| Tier I (1−0)                 | Premier Mandatory (0−0) |
| Tier II (1−3)                | Premier 5 (0−0)         |
| Tier III (0−1)               | Premier (0−1)           |
| Tier IV i V (0−0)            | International (3−0)     |

| Títols per superfície |
| --------------------- |
| Dura (4−6)            |
| Gespa (0−0)           |
| Terra batuda (2−0)    |
| Moqueta (1−1)         |

| Resultat   | Núm. | Data                   | Torneig                | Superfície   | Parella         | Oponents                                | Marcador             |
| ---------- | ---- | ---------------------- | ---------------------- | ------------ | --------------- | --------------------------------------- | -------------------- |
| Finalista  | 1.   | 15 d'octubre de 2001   | Bratislava, Eslovàquia | Dura (i)     | Meilen Tu       | Elena Bovina Dája Bedáňová              | 3−6, 4−6             |
| Guanyadora | 1.   | 10 de febrer de 2002   | París, França          | Moqueta (i)  | Meilen Tu       | Ielena Deméntieva Janette Husárová      | Renúncia             |
| Finalista  | 2.   | 17 de febrer de 2002   | Anvers, Bèlgica        | Dura (i)     | Meilen Tu       | Magdalena Maleeva Patty Schnyder        | 3−6, 7−6(3), 3−6     |
| Finalista  | 3.   | 14 d'octubre de 2002   | Bratislava (2)         | Dura (i)     | Meilen Tu       | Maja Matevžič Henrieta Nagyová          | 4−6, 0−6             |
| Finalista  | 4.   | 30 de desembre de 2002 | Gold Coast, Austràlia  | Dura         | Émilie Loit     | Svetlana Kuznetsova Martina Navrátilová | 4−6, 4−6             |
| Finalista  | 5.   | 16 de febrer de 2003   | Anvers (2)             | Moqueta (i)  | Émilie Loit     | Kim Clijsters Ai Sugiyama               | 2−6, 0−6             |
| Finalista  | 6.   | 25 d'octubre de 2004   | Linz, Àustria          | Dura (i)     | Patty Schnyder  | Janette Husárová Elena Likhovtseva      | 2−6, 5−7             |
| Guanyadora | 2.   | 10 de setembre de 2006 | US Open, Estats Units  | Dura         | Vera Zvonariova | Dinara Safina Katarina Srebotnik        | 7−6(5), 7−5          |
| Guanyadora | 3.   | 14 de maig de 2007     | Roma, Itàlia           | Terra batuda | Mara Santangelo | Tathiana Garbin Roberta Vinci           | 6−4, 6−1             |
| Guanyadora | 4.   | 9 de setembre de 2007  | US Open (2)            | Dura         | Dinara Safina   | Chan Yung-jan Chuang Chia-jung          | 6−4, 6−2             |
| Guanyadora | 5.   | 5 de gener de 2009     | Auckland, Nova Zelanda | Dura         | Mara Santangelo | N. Llagostera Vives A. Parra Santonja   | 4−6, 7−6(3), [12−10] |
| Finalista  | 7.   | 16 de gener de 2009    | Sydney, Austràlia      | Dura         | Casey Dellacqua | Hsieh Su-wei Peng Shuai                 | 0−6, 1−6             |
| Guanyadora | 6.   | 2 de març de 2009      | Monterrey, Mèxic       | Dura         | Mara Santangelo | Iveta Benešová B. Záhlavová-Strýcová    | 6−3, 6−4             |
| Guanyadora | 7.   | 18 de maig de 2009     | Estrasburg, França     | Terra batuda | Mara Santangelo | Claire Feuerstein Stéphanie Foretz      | 6−0, 6−1             |

### Dobles mixts: 2 (1−1)
| Resultat   | Núm. | Data                | Torneig                     | Superfície   | Parella  | Oponents                            | Marcador |
| ---------- | ---- | ------------------- | --------------------------- | ------------ | -------- | ----------------------------------- | -------- |
| Guanyadora | 1.   | 28 de maig de 2007  | Roland Garros, França       | Terra batuda | Andy Ram | Katarina Srebotnik · Nenad Zimonjić | 7–5, 6–3 |
| Finalista  | 1.   | 19 de gener de 2009 | Open d'Austràlia, Austràlia | Dura         | Andy Ram | Sania Mirza Mahesh Bhupathi         | 3−6, 1−6 |

### Equips: 2 (0−2)
| Resultat  | Núm. | Data                      | Torneig                        | Superfície   | Equip                                       | Oponents                                                                 | Marcador |
| --------- | ---- | ------------------------- | ------------------------------ | ------------ | ------------------------------------------- | ------------------------------------------------------------------------ | -------- |
| Finalista | 1.   | 27−28 de novembre de 2004 | Copa Federació, Moscou, Rússia | Moqueta (i)  | Marion Bartoli Tatiana Golovin Emilie Loit  | Svetlana Kuznetsova Elena Likhovtseva Anastassia Mískina Vera Zvonariova | 2−3      |
| Finalista | 2.   | 17−18 de setembre de 2005 | Copa Federació, París, França  | Terra batuda | Tatiana Golovin Amélie Mauresmo Mary Pierce | Ielena Deméntieva Vera Dushevina Anastassia Mískina Dinara Safina        | 2−3      |

## Trajectòria

### Individual
| Torneig | 1994 | 1995 | 1996 | 1997        | 1998        | 1999        | 2000 | 2001        | 2002        | 2003        | 2004 | 2005        | 2006        | 2007        | 2008 | 2009 | Títols | V – D   |
| --- | ---- | ---- | ---- | ----------- | ----------- | ----------- | ---- | ----------- | ----------- | ----------- | ---- | ----------- | ----------- | ----------- | ---- | ---- | ------ | ------- |
| Open d'Austràlia | A    | A    | A    | 1R          | 1R          | 1R          | 1R   | 1R          | 3R          | 3R          | 4R   | SF          | 1R          | 1R          | 1R   | 2R   | 0 / 13 | 13 – 13 |
| Roland Garros | A    | 1R   | 2R   | 1R          | 3R          | 3R          | 1R   | 3R          | 3R          | 3R          | 1R   | 3R          | 3R          | 2R          | 2R   | 1R   | 0 / 15 | 17 – 15 |
| Wimbledon | A    | A    | 1R   | 2R          | 1R          | 4R          | 3R   | 2R          | 3R          | 3R          | 3R   | 4R          | 1R          | 1R          | 2R   | 1R   | 0 / 14 | 17 – 14 |
| US Open | A    | A    | 2R   | 2R          | 4R          | 1R          | 2R   | 2R          | 3R          | 2R          | 3R   | 4R          | 1R          | 1R          | 1R   | A    | 0 / 13 | 15 – 13 |
| Jocs Olímpics | NC   | NC   | A    | No celebrat | No celebrat | No celebrat | 3R   | No celebrat | No celebrat | No celebrat | 1R   | No celebrat | No celebrat | No celebrat | A    | NC   | 0 / 2  | 2 – 2   |
| Rànquing a final d'any | 586  | 294  | 84   | 90          | 48          | 25          | 27   | 44          | 20          | 29          | 21   | 12          | 51          | 69          | 72   | –    |        |         |
| Llegenda: G: Guanyadora; F: Finalista; SF: Semifinalista; QF: Quarts de final; Q: Qualificació; A: Absent; RR: Round Robin; |      |      |      |             |             |             |      |             |             |             |      |             |             |             |      |      |        |         |

### Dobles femenins
| Open d'Austràlia | A   | A   | A           | 1R          | A           | 2R | 1R          | 2R          | 3R          | A  | 1R          | 2R          | 3R          | 1R | SF | 11 / 10 | 13 – 13 |
| Roland Garros | 1R  | 1R  | 1R          | 1R          | 1R          | QF | 2R          | 2R          | QF          | A  | A           | QF          | 1R          | 2R | 1R | 12 / 13 | 17 – 15 |
| Wimbledon | A   | A   | A           | A           | A           | QF | 2R          | 2R          | 3R          | 2R | 1R          | 1R          | 1R          | SF | 1R | 0 / 10  | 12 – 10 |
| US Open | A   | A   | A           | A           | A           | A  | 2R          | 2R          | A           | A  | A           | G           | G           | 1R | A  | 2 / 5   | 14 – 5  |
| Jocs Olímpics | NC  | A   | No celebrat | No celebrat | No celebrat | A  | No celebrat | No celebrat | No celebrat | QF | No celebrat | No celebrat | No celebrat | A  | NC | 0 / 1   | 2 – 1   |
| Rànquing a final d'any | 619 | 223 | 156         | 233         | 157         | 61 | 70          | 36          | 35          | 78 | 103         | 20          | 13          | 44 | –  |         |         |
| Llegenda: G: Guanyadora; F: Finalista; SF: Semifinalista; QF: Quarts de final; Q: Qualificació; A: Absent; RR: Round Robin; |     |     |             |             |             |    |             |             |             |    |             |             |             |    |    |         |         |

### Dobles mixts
| Open d'Austràlia | A  | A  | A  | A | A | A | SF | A  | SF | F  | 0 / 3 | 10 – 3 |
| Roland Garros | 1R | A  | 2R | A | A | A | A  | G  | 1R | QF | 1 / 5 | 8 – 5  |
| Wimbledon | A  | 2R | A  | A | A | A | A  | 3R | QF | A  | 0 / 3 | 6 – 3  |
| US Open | A  | A  | A  | A | A | A | QF | QF | 2R | A  | 0 / 3 | 5 – 3  |
| Llegenda: G: Guanyadora; F: Finalista; SF: Semifinalista; QF: Quarts de final; Q: Qualificació; A: Absent; RR: Round Robin; |    |    |    |   |   |   |    |    |    |    |       |        |